# Lajos Kassák

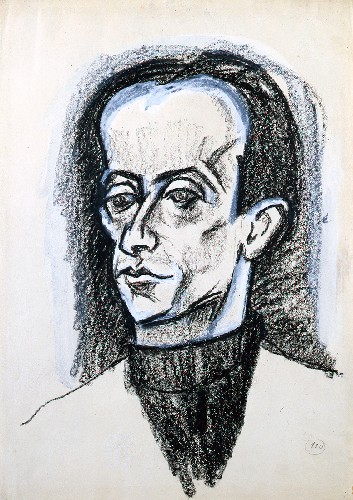
Lajos Tihanyi: Lajos Kassák (1924)

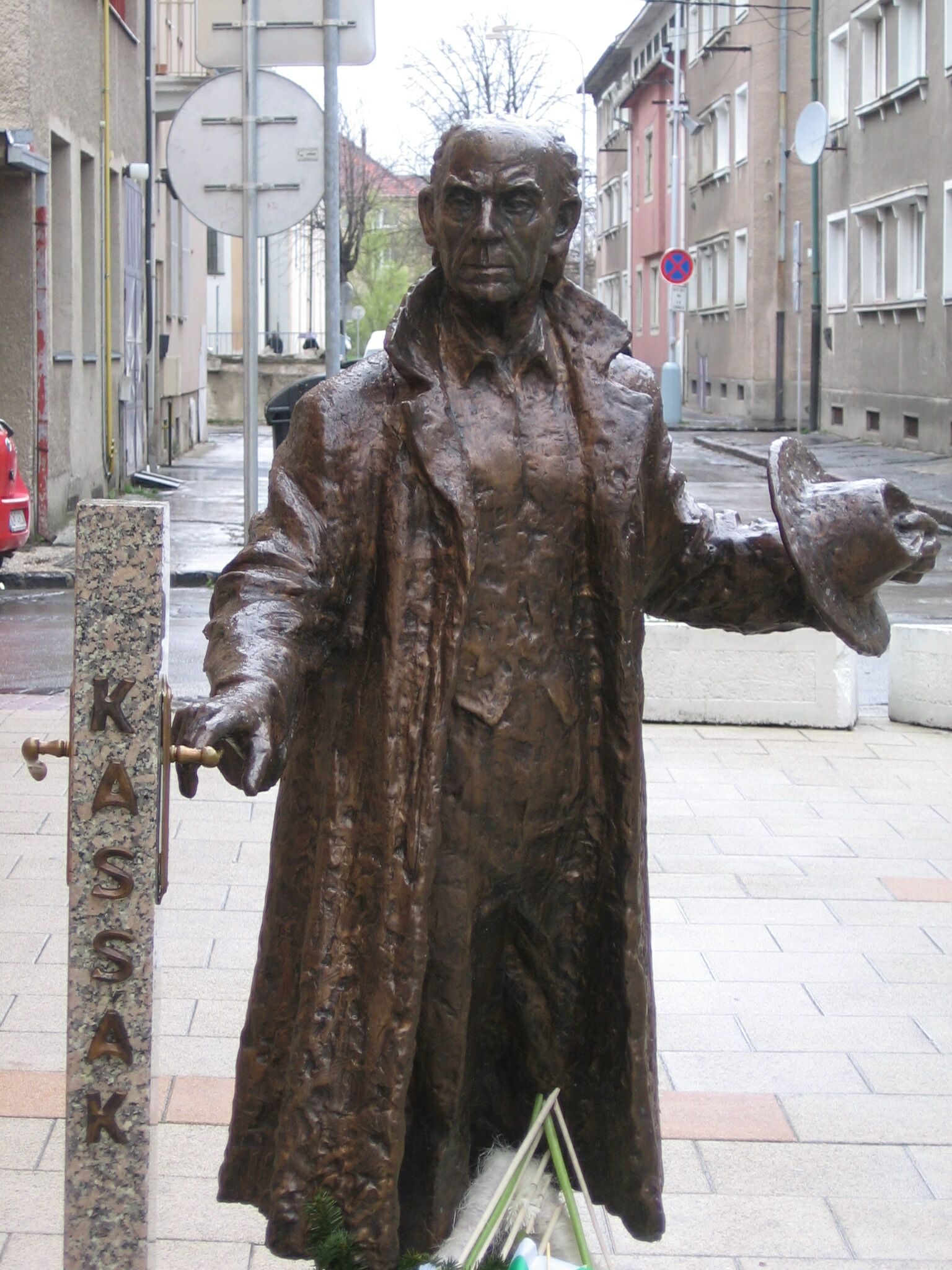
Denkmal in Kassáks Geburtsort Nové Zámky

Lajos Kassák (* 21. März 1887 in Érsekújvár, Österreich-Ungarn; † 22. Juli 1967 in Budapest) war ein ungarischer Schriftsteller und Maler.

## Leben
Lajos Kassák stammte aus ärmlichen Verhältnissen, in denen er keine bürgerliche Gratisbildung erhalten konnte. Nach einer Schlosserlehre ging er auf Wanderschaft und kam 1907 nach Paris, wo er bis 1910 blieb. Hier traf er Guillaume Apollinaire, Cendrars, Robert Delaunay und Pablo Picasso. 1912 begann er expressionistische Gedichte, Dramen und Romane zu schreiben.
Nach seiner Rückkehr nach Budapest gab er mit Emil Szittya ab 1915 die ungarische Avantgardezeitschrift „A Tett“ (Die Tat) heraus, die 1916 wegen antimilitaristischer Tendenzen verboten wurde. In der seit 1916 von ihm herausgegebenen Zeitschrift „MA“ (Heute) publizierten Kurt Schwitters, Oskar Schlemmer, Tzara, El Lissitzky und Alexander Archipenko. Er proklamierte die Einheit von technischer Zivilisation und Kunst. Zu der Gruppe um „MA“ gehörte auch László Moholy-Nagy, mit dem er in der Emigration in Wien 1922 das „Buch neuer Künstler“ herausgab, und László Péri.
1921 begann er mit eigenen konstruktivistischen Arbeiten. Er publizierte 1922 das Manifest Bildarchitektur und stellte in der Berliner Galerie Der Sturm aus.
1926 kehrte er nach Ungarn zurück, aus dem er nach der Niederschlagung der ungarischen Räterepublik geflohen war, gründete mit Schwitters und Jan Tschichold den „Ring neue Werbegestalter“, der seinen Schwerpunkt in Deutschland hatte, und wurde Redakteur mehrerer Avantgardezeitschriften. Als in den 1950er Jahren seine literarischen Werke verboten wurden, begann Kassák wieder zu malen. Er knüpfte an seine dadaistisch geprägten, konstruktivistischen Arbeiten an und stellte großformatige abstrakte und surrealistische Collagen her.
Im Budapester Schloss Zichy wurde Kassáks Schaffen ein Museum gewidmet.

## Schriften
- Das Pferd stirbt und die Vögel fliegen aus. Poem, Aus dem Ungar. von Robert Stauffer. Beigefügtes Werk: Zwanzig Gedichte, aus dem Ungar. von Endre Gáspár. Nachw. von Max Blaeulich, Klagenfurt : Wieser, 1989 ISBN 3-85129-015-1.
- Lasst uns leben in unserer Zeit : Gedichte, Bilder und Schriften zur Kunst, Ausw. u. Nachw. von Jozsef Vadas. Übers. von: Pál Acél ... Nachdichtungen von: Annemarie Bostroem, Budapest : Corvina, 1989 ISBN 963-13-2920-8.
- Als Vagabund unterwegs : Erinnerungen, Aus d. Ungar. von Friderika Schag, Berlin : Verlag Volk u. Welt 1979.
- M-A-Buch : Gedichte, Dt. mit e. Vorw. v. Andreas Gaspár, 	Berlin : Verl. d. Sturm 1923.
- VIII. Kommune, Verlag Edition AV, Bodenburg 2021.

## Ausstellungen
- 2011: Berlinische Galerie